# Напівзанурена бурова платформа

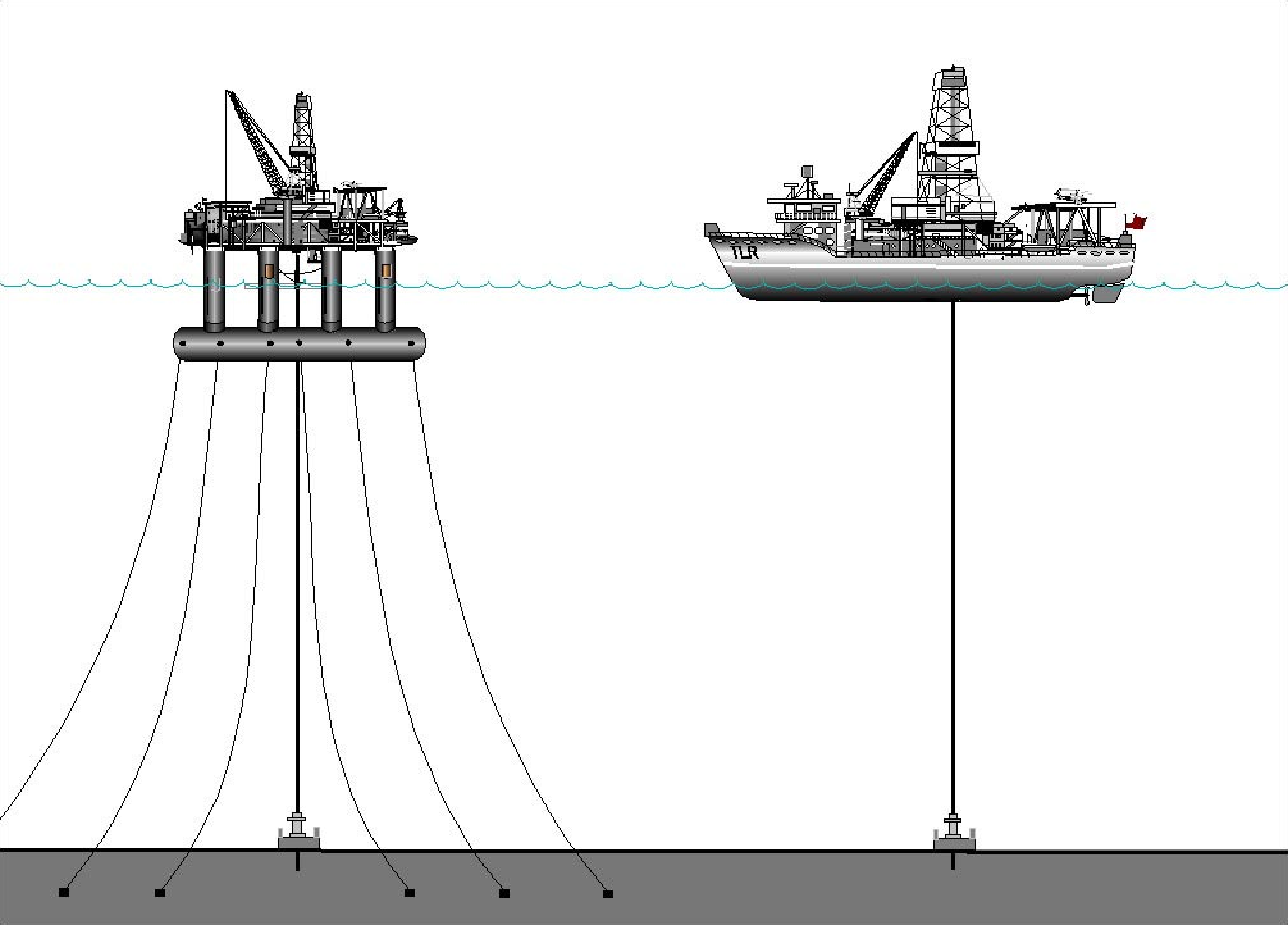
Морське буріння. Напівзанурена бурова платформа показана ліворуч.

Напівзану́рена бурова́ платфо́рма (судно) — понтон з виробничим обладнанням — використовують для морського буріння пошуково-оцінювальних, розвідувальних та видобувних свердловин.
Це найбільш поширений тип морських бурових установок, що поєднує в собі переваги заглиблених конструкцій і здатність проводити бурові роботи на великих глибинах.
Використовуються на глибинах від 60 до 3658 м. Залежно від максимально допустимої глибини моря в точці буріння поділяються на Midwater (60-1219 м), Deepwater (до 2286 м) і Ultra-deepwater (понад 2286 м).

## Загальний опис
Такі бурові платформи конструктивно є понтоном з виробничим обладнанням, піднятим над поверхнею моря (на висоту до 15 м) з допомогою 4 і більше стабілізаційних колон, які опираються на підводні корпуси (2 і більше). Бурові платформи транспортують до точки буріння на нижніх корпусах при осадці 4-6 м. Плавуча бурова платформа занурюється на 18-20 м шляхом набору водяного баласту в нижні корпуси. Для утримання напівзанурених бурових платформ використовується восьмиточкова якірна система, яка забезпечує обмеження переміщення устаткування від гирла свердловини не більше 4 % від глибини моря.

## Конструкція і експлуатація
Конструкція напівзануреної установки включає опори, які забезпечують плавучість платформи і утримують велику вагу при збереження вертикального положення. У процесі пересування напівзануреної морської бурової установки відбувається закачування і викачування повітря з нижнього корпусу. Коли випускається повітря напівзанурена установка притоплюється лише частково, не досягаючи при цьому морського дна і залишається на плаву. Вона транспортується з одного місця буріння на інше самостійно за рахунок системи гребних гвинтів.
В процесі бурових робіт здійснюється заповнення нижнього корпусу водою, в результаті чого досягається необхідна стійкість установки. Укріплення важкими 10-тонними якорями дає гарантії безпеки при експлуатації платформи в бурхливих морських водах.
Більшість напівзанурених установок закріплюють на місці передбачуваного буріння ланцюгами або тросами для забезпечення стабільного положення при бурінні. Деякі сучасні установки обладнані системою динамічного позиціювання, яка заснована на системі рушіїв і точної навігації, що дозволяє підтримувати точне положення установки при бурінні. Системам динамічного позиціювання часто віддається перевага при бурінні на великих глибинах, де постановка на якір може вимагати значних витрат часу і засобів.
Напівзанурені плавучі бурові установки зменшують дію хвильових впливів на корпус НЗБУ. Занурені у воду понтони з'єднуються з верхнім корпусом морської бурової установки за допомогою системи вертикальних і похилих розкосів і вертикальних колон. Ці колони, що забезпечують стійкість всієї споруди називаються стабілізуючими. На верхньому корпусі розміщуються житлові приміщення, все обладнання і більшість запасів.
Напівзаглиблені установки, порівняно з іншими плавучими спорудами, мають найбільшу різноманітність архітектур конструктивних типів.
Форма верхньої будови залежить від конструктивного розміщення понтонів. Верхня будова в плані, залежно від кількості понтонів, може бути трикутної, прямокутної, п'ятикутної або круглої форми. Конструкція верхньої будови зазвичай виконується або як майданчик, на якому розміщуються житлові модулі та технологічне обладнання, або як єдиний корпус понтонного типу, в якому розміщуються житлові приміщення та різне обладнання.
Архітектурний тип напівзануреної морської бурової установки також визначається кількістю понтонів. На ранніх етапах розвитку НЗБУ кількість понтонів могла доходити до 5. В даний час при будівництві переважної більшості морських бурових установок напівзанурюваного типу застосовується схема катамарана. Форма понтонів у таких НЗБУ зазвичай буває судновою або сигароподібною.
У разі відходу від катамаранної схеми застосовуються трьох- або чотирьохпонтонні схеми. Понтон може мати кільцеву форму або складатися з п'яти окремих корпусів («Пентагон»). Установки типу «Пентагон» були побудовані серією 10 одиниць для Північного моря. Водотоннажність 18000 т, довжина 103,1 м, ширина 99,1 м, діаметр стабілізуючих колон 8,5 м, глибина моря в точці буріння до 365 м, екіпаж 82 чол. Після аварій в 1980 році НЗБУ «Александер Х'єлланн» установки цього типу не будувалися.
Напівзаглиблені морські бурові установки експлуатуються (так само як і самопіднімальні) в двох основних режимах: робочому і транспортному.
Напівзаглиблені плавучі бурові установки доставляються на місце буріння буксирними суднами і утримуються якірною системою протягом усього періоду буріння і випробування свердловини. На місці понтони, з'єднані з корпусом стабілізуючими колонами, заповнюються необхідною кількістю води для затоплення установки на розрахункову глибину. Таким чином, знижується вплив хвиль на установку. Відсутність жорсткого кріплення до дна і, як наслідок, схильність до хитавиці роблять використання водовідділюючої колони неможливим. Тому для зв'язування гирла з НЗБУ використовують телескопічне з'єднання з герметизуючим вузлом і герметичні шарнірні з'єднання.
Коли свердловина побудована і готова до експлуатації, НЗБУ знімають з якорів і буксирують на нове місце.
При перегоні НЗБУ для зменшення опору ватерлінія проходить по понтонах, при цьому висота надводного борту може перевищувати 40 м, внаслідок чого виникає необхідність зменшення площі парусності. Це досягається шляхом горизонтального укладання бурової вишки, якщо це передбачено конструктивно. У межах однієї акваторії перегони НЗБУ між точками буріння зазвичай здійснюються без укладання бурової вишки.
Стійкість НЗБУ при буксируванні накладає певні обмеження на кількість суднових і технологічних запасів на борту бурової установки. Під час буксирування напівзанурюваної плавучої бурової установки якорі зазвичай закріплюють на кронштейнах. Погодні умови буксирування, як правило, обмежені вітром в 7–8 балів і хвилюванням в 5–6 балів, оскільки потужність використовуваних 2–3 буксирів — обмежена.
Постановка НЗБУ на точку буріння при використанні якірної системи утримання проводиться шляхом заведення якорів за допомогою буксирів або суден-постачальників. Самохідні НЗБУ позиціонують носом назустріч найбільш ймовірного напрямку максимального зовнішнього впливу.
Несамохідні установки використовують в цьому випадку орієн-товану розкладку якорів. Черговість розкладки якорів визначається чинним напрямком вітру. Після розкладки якорів якірні канати підтягують для створення попереднього натягу, величину якого підбирають таким чином, щоб при дії максимальних зовнішніх сил установка зміщувалася б у допустимих межах. Після завершення позиціонування понтони НЗБУ заповнюють рідким баластом для занурення установки по робочу ватерлінію. Для буріння допустиме горизонтальне відхилення НЗБУ становить 4–5 % від глибини води в точці буріння.
Одним з головних факторів, що впливають на ефективність буріння, є вертикальна хитавиця. В системі бурового обладнання застосовуються спеціальні компенсатори вертикальної хитавиці.
У процесі експлуатації НЗБУ навантаження значно змінюються. При горизонтальних коливаннях різниця сил натягу якірних канатів протилежних бортів може досягати 12 — 15 %. При підніманні бурової колони в разі її заклинювання, навантаження на блок бурової вишки може досягати 5 МН. При проектуванні конструкції корпусу НЗБУ також необхідно враховувати менш значні місцеві навантаження (навантаження при посадці геліокоптера, навантаження при швартуванні суден-постачальників і буксирів).
Сучасні установки цього типу можуть проводити буріння при висоті хвиль до 10 — 12 м, швидкості вітру 18 — 24 м/с, швидкості течії до 1,5 м/с. Погіршення погодних умов — посилення вітру і хвилювання призводить до того, що стає неможливо витримати допустимі горизонтальні і вертикальні переміщення НЗБУ.
При зростанні швидкості вітру і висоти хвиль установка переходить в режим штормового відстою. Бурову колону піднімають і розгвинчують. НЗБУ пов'язана з гирлом свердловини гнучким шлангом, через який ведуть прокачування бурового розчину. Натяг якірних канатів послаблюють, щоб зменшити вітрові і хвильові навантаження. Такий режим називають «режимом щорічного шторму» (в якості розрахункових беруть таку швидкість вітру і висоту хвилі, ймовірність появи яких існує один раз на рік). Горизонтальні коливання платформи досягають 7 — 40 % глибини моря. При подальшому посиленні вітру і хвилювання НЗБУ переходить в режим виживання (surviving). Розрахункові параметри зовнішнього середовища при цьому вибирають, виходячи з повторюваності один раз на 50 — 100 років. В режимі виживання ще більш послаблюють якірні ланцюги, розбирають бурову колону. З метою зменшення апплікати центру ваги свічки бурової колони укладають горизонтально на палубу. Відкачуванням частини баласту збільшують кліренс на 1,5 — 2,0 м, щоб уникнути ударів хвиль в нижні конструкції верхньої будови.
У процесі експлуатації НЗБУ мають три види осадок: при бурінні, в режимі штормового відстою і на переході. Осадка при бурінні повинна забезпечувати: оптимальні значення поперечної і поздовжньої центричних висот при заданому проектному палубному навантаженні з урахуванням забезпечення м'якої реакції на пакет хвиль, а також максимального занурення підводних понтонів, щоб зменшити вплив орбітальних швидкостей приєднаних мас пакета хвиль; достатню відстань верхньої палуби від схвильованої поверхні моря, щоб пропустити хвилю проектної висоти (остання визначається межами ходу компенсатора вертикальних переміщень бурової колони і реакцією установки на вертикальну качку).
Осадка в режимі штормового відстою визначається з умов забезпечення максимальної відстані верхньої будови від схвильованої поверхні моря для виключення ударів хвиль по ній, мінімальних напружень в конструкціях установки за рахунок зменшення амплітуд її переміщень, а також мінімального вітрового кренового моменту внаслідок зменшення площі парусності установки.
Осадка на переході визначається з умови забезпечення мінімального надводного борту для досягнення максимальної вантажопідйомності, мінімального хвильового опору і максимальної площі діючої ватерлінії для забезпечення остійності і мореплавства.
Як показав досвід розробки морських родовищ, з моменту відкриття родовища до початку його експлуатації проходить зазвичай не менше семи років. Для скорочення цього терміну компанією «Флюр сабсі сервіз» був запропонований принцип використання для буріння та експлуатації свердловин однієї платформи. Після вичерпання ділянки платформа переміщувалась на нову структуру. Перша спеціально побудована напівзанурена бурова платформа Ocean Driller була запущена в 1963 р. Одна з найстаріших американських компаній «Коноко» (Conoco Inc.), заснована в 1875 р., першою на початку 1970-х років передбачила майбутні потреби широкого видобутку нафти на глибинах понад 1000 м. На значних глибинах стаціонарні металеві платформи не могли бути рентабельні. За 14 років «Коноко» розробила і випробувала новий тип напівзанурених платформ, які сприяли перспективі глибоководних розробок.

## Список
| Назва                            | Вікідані                                | Є чим                                                                             | Виробник                                 |
| -------------------------------- | --------------------------------------- | --------------------------------------------------------------------------------- | ---------------------------------------- |
| en:Tender rig                    | Q16911480: Tender rig                   | "—"                                                                               |                                          |
| en:Aban Pearl                    | Q4663342: Aban Pearl                    | судно                                                                             | Keppel Ltd.d                             |
| en:Anti-Invasion Floating Mortar | Q4774198: Anti-Invasion Floating Mortar | судно                                                                             |                                          |
| en:Atlantis PQ                   | Q4816725: Atlantis PQ                   | semi-submersible production platformd                                             | Daewoo Shipbuilding & Marine Engineering |
| en:DCV Balder                    | Q930569: DCV Balder                     | судно                                                                             | Mitsui Tamano Shipyardd                  |
| en:MV Black Marlin               | Q2905410: Black Marlin                  | heavy lift shipd                                                                  | CSBC Corporation, Taiwand                |
| en:MV Blue Marlin                | Q885761: MV Blue Marlin                 | heavy lift shipd                                                                  | CSBC Corporation, Taiwand                |
| en:BOKA Vanguard                 | Q2362474: Boka Vanguard                 | судно                                                                             | Hyundai Heavy Industries                 |
| en:Byford Dolphin                | Q1018503: Byford Dolphin                | нафтова платформа                                                                 | Aker Verdald                             |
| en:Castoro Sei                   | Q1049785: Castoro Sei                   | semi-submersibled                                                                 | Fincantierid                             |
| en:Deepwater Horizon             | Q212975: Deepwater Horizon              | напівзанурена бурова платформа уламки суднаd                                      | Hyundai Heavy Industries                 |
| en:Deepwater Nautilus            | Q5250670: Deepwater Nautilus            | нафтова платформа                                                                 | Hyundai Heavy Industries                 |
| en:Development Driller III       | Q5266688: Development Driller III       | судно                                                                             | Keppel Ltd.d                             |
| en:GSF Development Driller II    | Q5514548: Development Driller II        | судно                                                                             |                                          |
| en:Hermod (ship)                 | Q2207838: Hermod                        | судно                                                                             | Mitsui Groupd                            |
| en:Iolair                        | Q6062422: Iolair                        | судно                                                                             | Ferguson Marined                         |
| en:GSP Jupiter                   | Q5514606: GSP Jupiter                   | судно                                                                             |                                          |
| en:Mighty Servant 1              | Q9299196: Mighty Servant 1              | судно                                                                             | Oshima Shipbuildingd                     |
| en:Mighty Servant 2              | Q1427336: Mighty Servant 2              | судно                                                                             | Oshima Shipbuildingd                     |
| en:Mighty Servant 3              | Q2410628: Mighty Servant 3              | судно                                                                             | Oshima Shipbuildingd                     |
| en:Neptuno (ship, 2015)          | Q30325125: Neptuno Vessel               | напівзанурена бурова платформа                                                    |                                          |
| en:Ocean Ranger                  | Q1772356: Ocean Ranger                  | нафтова платформа                                                                 | Mitsubishi Heavy Industries              |
| en:Odyssey (launch platform)     | Q3177009: Odyssey                       | напівзанурена бурова платформа стартовий комплекс (1997) нафтова платформа (1983) | Sumitomo Heavy Industries                |
| en:GSP Orizont                   | Q5514608: GSP Orizont                   | судно                                                                             | Damen Shipyards Galațid                  |
| en:Petrobras 36                  | Q1134551: Petrobras 36                  | напівзанурена бурова платформа                                                    | Fincantierid                             |
| en:GSP Prometeu                  | Q5514609: GSP Prometeu                  | нафтова платформа                                                                 | Damen Shipyards Galațid                  |
| en:Q4000                         | Q4047710: Q4000                         | судно                                                                             | Keppel Ltd.d                             |
| en:Saipem 7000                   | Q2064405: Saipem 7000                   | плавучий кран трубоукладальне судно                                               | Fincantierid                             |
| en:GSP Saturn                    | Q5514610: GSP Saturn                    | судно                                                                             |                                          |
| en:Scarabeo 8                    | Q7430240: Scarabeo 8                    | напівзанурена бурова платформа                                                    | Fincantierid                             |
| en:Scarabeo 9                    | Q7430241: Scarabeo 9                    | напівзанурена бурова платформа                                                    | Keppel Ltd.d                             |
| en:Sea Quest                     | —                                       |                                                                                   |                                          |
| en:SSCV Sleipnir                 | Q45570553: Sleipnir                     | плавучий кран                                                                     | Seatriumd                                |
| en:Songa Mercur                  | Q7561206: Songa Mercur                  | напівзанурена бурова платформа                                                    | Vyborg Shipyardd                         |
| en:MV Target                     | Q6720114: IMO 8617938                   | нафтоналивний танкер (1990) heavy lift shipd (2007)                               | Brodosplit                               |
| en:SSCV Thialf                   | Q1722008: SSCV Thialf                   | напівзанурена бурова платформа плавучий кран                                      | Mitsui Engineering & Shipbuildingd       |
| en:Thunder Horse PDQ             | Q7798981: Thunder Horse PDQ             | semi-submersible production platformd                                             | Daewoo Shipbuilding & Marine Engineering |
| en:Transocean John Shaw          | Q7834740: Transocean John Shaw          | судно                                                                             |                                          |
| en:Transocean Marianas           | Q7834741: Transocean Marianas           | судно                                                                             | Mitsubishi Heavy Industries              |

## Інтернет-ресурси
- GVAC.se — Consultants designers
- Dockwise website [Архівовано 12 жовтня 2008 у Wayback Machine.] — Info on Dockwise transport ships
- Naybook website [Архівовано 7 вересня 2010 у Wayback Machine.] — Photos of Mighty Servant 2 hauling USS Samuel B. Roberts (FFG 58)
- IMO Website [Архівовано 28 грудня 2012 у Wayback Machine.] — International Maritime Organisation
- CSSM Website — Chinese Semi-submersibles Manufacturer

+